# Marunouchi

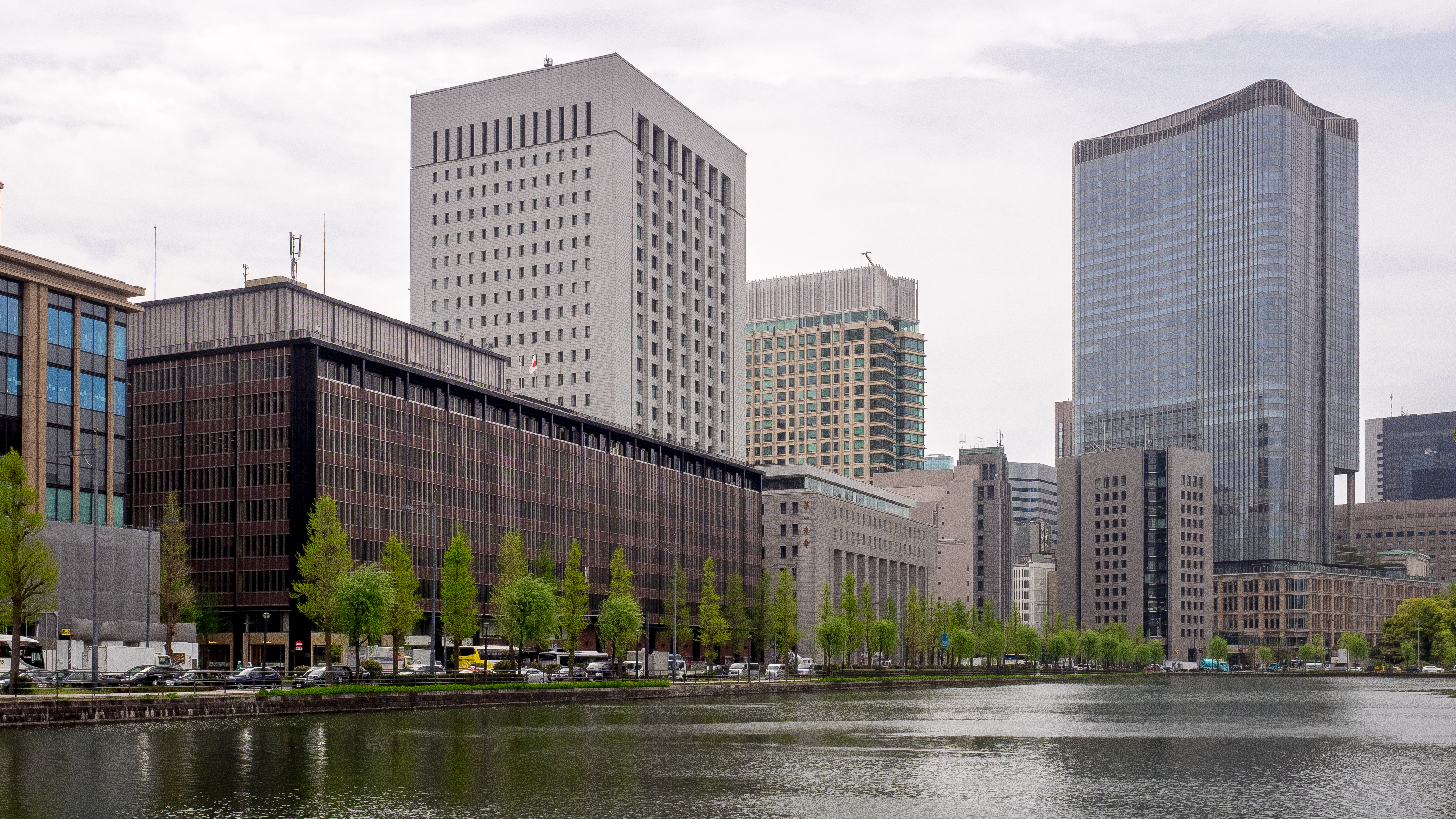
Marunouchi gezien vanuit het keizerlijk paleis met op de voorgrond de huidige slotgracht

Marunouchi (Japans: 丸の内) is een zakenwijk in het centrum van de Japanse hoofdstad Tokio. De wijk is gelegen tussen het keizerlijk paleis en station Tokio en maakt bestuurlijk gezien deel uit van het stadsdeel Chiyoda. 
De naam van de wijk betekent letterlijk 'binnen de ring'. De wijk dankt deze naam aan haar ligging binnen de voormalige buitenste slotgracht van het Edokasteel. 

Marunouchi is een belangrijk financieel centrum van Japan. De drie grootste banken van het land hebben hun hoofdkantoor er gevestigd, evenals verschillende takken van de Mitsubishi Group.
Akasaka · Akihabara · Aomi · Aoyama · Ariake · Asagaya · Asakusa · Asakusabashi · Azabu · Daikanyama · Den-en-chōfu · Ebisu · Futako Tamagawa · Ginza · Gotanda · Hamamatsuchō · Harajuku · Hibiya · Hongō · Ichigaya · Iidabashi · Ikebukuro · Iwamotochō · Jiyūgaoka · Jinbōchō · Jūjō · Kabukichō · Kagurazaka · Kajichō · Kanda · Kasumigaseki · Kichijōji · Koishikawa · Kugayama · Kyōbashi · Kōenji · Kōjimachi · Marunouchi · Mita · Nagata · Nihonbashi · Nishi Shinjuku · Ochanomizu · Odaiba · Ogawamachi · Ōizumigakuenchō · Omori · Omotesandō · Otemachi · Roppongi · Ryogoku · Sanya · Sendagaya · Shiba · Shibaura · Shibuya · Shimo-Kitazawa · Shinbashi · Shinjuku · Shinjuku ni-chōme · Shiodome · Shirokane · Shirokanedai · Sugamo · Surugadai · Takadanobaba · Takanawa · Tamachi · Tateishi · Tatsumi · Toyosu · Tsuki no Misaki · Tsukiji · Tsukishima · Uchi-Kanda · Ueno · Wakasu · Yaesu · Yayoi · Yoga · Yotsuya · Yoyogi · Yūrakuchō